# Clasmatocolea gayana
Clasmatocolea gayana là một loài rêu tản trong họ Geocalycaceae. Loài này được (Mont.) Grolle miêu tả khoa học lần đầu tiên năm 1960.